# Chicago (franquia)
A Franquia Chicago é uma franquia de mídia americana de séries de televisão criada por  Michael Brandt, Derek Haas, Dick Wolf, e Matt Olmstead e atualmente transmitido na NBC, as séries lidam com diferentes serviços públicos em Chicago, Illinois.
Até 24 de maio de 2023, 610 episódios da franquia Chicago foram transmitidos.

## Séries
A franquia Chicago foca na vida profissional e privada dos bombeiros, policiais, médicos de plantão e profissionais jurídicos, que servem a cidade de Chicago. Um tema recorrente e unificador das quatro séries é o Molly's, um pequeno bar possuído por três bombeiros que tem sido frequentado por personagens de todos as quatro séries. Dick Wolf declarou que a maioria dos episódios da franquia vai acabar com uma cena no Molly's, dizendo que "é uma grande marca no final de cada série que conecta todos as séries".

### Chicago Fire
Chicago Fire segue a vida dos bombeiros, paramédicos e membros do esquadrão de resgate do corpo de bombeiros 51 de Chicago.

### Chicago P.D.
Chicago P.D. mostra os patrulheiros uniformizados e detetives do distrito 21 da polícia de Chicago. O episódio de Chicago Fire "Let Her Go" é o episódio piloto de Chicago P.D. e serve como plano de fundo dessa série.

### Chicago Med
Chicago Med acompanha os médicos e enfermeiras do Chicago Medical Center. O episódio de Chicago Fire, "I Am the Apocalypse" é o episódio piloto e serve como plano de fundo da série.

### Chicago Justice
Em Chicago Justice, é demonstrado os promotores, investigadores na Promotoria do Estado no Condado de Cook. O episódio de Chicago P.D. "Justice" é o episódio piloto da série e serve como plano de fundo.

## Temporadas
| Séries          | Anos            | Temporadas | Temporadas | Temporadas | Temporadas | Temporadas | Temporadas | Temporadas | Temporadas | Temporadas | Temporadas | Temporadas | Temporadas |
| Séries          | Anos            | 2012–13    | 2013–14    | 2014–15    | 2015–16    | 2016–17    | 2017–18    | 2018–19    | 2019–20    | 2020–21    | 2021-22    | 2022-23    | 2023-24    |
| --------------- | --------------- | ---------- | ---------- | ---------- | ---------- | ---------- | ---------- | ---------- | ---------- | ---------- | ---------- | ---------- | ---------- |
| Chicago Fire    | 2012–atualmente | 1          | 2          | 3          | 4          | 5          | 6          | 7          | 8          | 9          | 10         | 11         | 12         |
| Chicago P.D.    | 2013–atualmente | Piloto     | 1          | 2          | 3          | 4          | 5          | 6          | 7          | 8          | 9          | 10         | 11         |
| Chicago Med     | 2015–atualmente |            |            | Piloto     | 1          | 2          | 3          | 4          | 5          | 6          | 7          | 8          | 9          |
| Chicago Justice | 2017            |            |            |            | Piloto     | 1          |            |            |            |            |            |            |            |

## Elenco principal
| Séries          | Personagens               | Aparições    | Aparições    | Aparições    | Aparições    | Aparições    | Ator                | Duração                                          |
| Séries          | Personagens               | Franquia     | Franquia     | Franquia     | Franquia     | Universo     | Ator                | Duração                                          |
| Séries          | Personagens               | Fire         | P.D.         | Med          | Justice      | SVU          | Ator                | Duração                                          |
| --------------- | ------------------------- | ------------ | ------------ | ------------ | ------------ | ------------ | ------------------- | ------------------------------------------------ |
| Chicago Fire    | Matthew Casey             | Principal    | Participação | Participação |              |              | Jesse Spencer       | 2012–2021 (principal) 2021-presente (recorrente) |
| Chicago Fire    | Kelly Severide            | Principal    | Participação | Participação | Participação |              | Taylor Kinney       | 2012–                                            |
| Chicago Fire    | Gabriela Dawson           | Principal    | Recorrente   | Participação |              |              | Monica Raymund      | 2012–2018                                        |
| Chicago Fire    | Brian "Otis" Zvonecek     | Principal    | Recorrente   |              |              |              | Yuri Sardarov       | 2012–2019                                        |
| Chicago Fire    | Wallace Boden             | Principal    | Recorrente   | Participação |              |              | Eamonn Walker       | 2012–                                            |
| Chicago Fire    | Randall "Mouch" McHolland | Principal    | Recorrente   | Participação |              |              | Christian Stolte    | 2012–                                            |
| Chicago Fire    | Joe Cruz                  | Principal    | Recorrente   | Participação |              |              | Joe Minoso          | 2012–                                            |
| Chicago Fire    | Christopher Herrmann      | Principal    | Recorrente   | Recorrente   | Participação |              | David Eigenberg     | 2012–                                            |
| Chicago Fire    | Peter Mills               | Principal    | Participação |              |              |              | Charlie Barnett     | 2012–2015                                        |
| Chicago Fire    | Leslie Shay               | Principal    | Participação |              |              |              | Lauren German       | 2012–2015                                        |
| Chicago Fire    | Sylvie Brett              | Principal    | Recorrente   | Recorrente   |              |              | Kara Killmer        | 2014–                                            |
| Chicago Fire    | Jessica "Chili" Chilton   | Principal    |              | Participação |              |              | Dora Madison        | 2015–2016                                        |
| Chicago Fire    | Jimmy Borelli             | Principal    | Participação |              |              |              | Steven R. McQueen   | 2015–2016                                        |
| Chicago Fire    | Stella Kidd               | Principal    |              |              |              |              | Miranda Rae Mayo    | 2016–                                            |
| Chicago Fire    | Hallie Thomas             | Principal    |              |              |              |              | Teri Reeves         | 2012–2013                                        |
| Chicago Fire    |                           |              |              |              |              |              |                     |                                                  |
| Chicago P.D.    | Henry "Hank" Voight       | Recorrente   | Principal    | Participação | Recorrente   | Recorrente   | Jason Beghe         | 2012–                                            |
| Chicago P.D.    | Antonio Dawson            | Recorrente   | Principal    |              | Principal    | Participação | Jon Seda            | 2012–2019                                        |
| Chicago P.D.    | Erin Lindsay              | Recorrente   | Principal    | Participação |              | Recorrente   | Sophia Bush         | 2013–2017                                        |
| Chicago P.D.    | Jay Halstead              | Recorrente   | Principal    | Participação |              | Participação | Jesse Lee Soffer    | 2013–2022                                        |
| Chicago P.D.    | Adam Ruzek                | Recorrente   | Principal    |              |              |              | Patrick Flueger     | 2014–                                            |
| Chicago P.D.    | Kim Burgess               | Recorrente   | Principal    | Participação | Participação | Participação | Marina Squerciati   | 2014–                                            |
| Chicago P.D.    | Alvin Olinsky             | Participação | Principal    | Participação | Participação |              | Elias Koteas        | 2013–2018                                        |
| Chicago P.D.    | Kevin Atwater             | Recorrente   | Principal    |              | Participação |              | LaRoyce Hawkins     | 2013–                                            |
| Chicago P.D.    | Trudy Platt               | Recorrente   | Principal    | Participação | Participação |              | Amy Morton          | 2014–                                            |
| Chicago P.D.    | Hailey Upton              | Participação | Principal    |              |              |              | Tracy Spiridakos    | 2017–2024                                        |
| Chicago P.D.    | Sean Roman                | Recorrente   | Principal    | Participação |              | Participação | Brian Geraghty      | 2014–2016                                        |
| Chicago P.D.    | Sheldon Jin               |              | Principal    |              |              |              | Archie Kao          | 2014                                             |
| Chicago P.D.    |                           |              |              |              |              |              |                     |                                                  |
| Chicago Med     | Will Halstead             | Recorrente   | Recorrente   | Principal    |              |              | Nick Gehlfuss       | 2015–2023                                        |
| Chicago Med     | April Sexton              | Recorrente   | Participação | Principal    |              |              | Yaya DaCosta        | 2015–2021                                        |
| Chicago Med     | Natalie Manning           | Participação | Participação | Principal    |              |              | Torrey DeVitto      | 2015–2021                                        |
| Chicago Med     | Sarah Reese               | Participação | Participação | Principal    |              |              | Rachel DiPillo      | 2015–2018                                        |
| Chicago Med     | Connor Rhodes             | Participação | Participação | Principal    |              |              | Colin Donnell       | 2015–2019                                        |
| Chicago Med     | Ethan Choi                | Recorrente   | Recorrente   | Principal    |              |              | Brian Tee           | 2015–                                            |
| Chicago Med     | Sharon Goodwin            | Participação | Participação | Principal    |              |              | S. Epatha Merkerson | 2015–                                            |
| Chicago Med     | Daniel Charles            | Participação | Recorrente   | Principal    | Participação |              | Oliver Platt        | 2015–                                            |
| Chicago Med     | Maggie Lockwood           | Participação | Participação | Principal    |              |              | Marlyne Barrett     | 2015–                                            |
| Chicago Med     | Ava Bekker                |              |              | Principal    |              |              | Norma Kuhling       | 2017–2019                                        |
| Chicago Med     | Crockett Marcel           | Participação | Participação | Principal    |              |              | Dominic Rains       | 2019-                                            |
| Chicago Med     |                           |              |              |              |              |              |                     |                                                  |
| Chicago Justice | Peter Stone               |              | Participação |              | Principal    | Recorrente   | Philip Winchester   | 2016                                             |
| Chicago Justice | Antonio Dawson            | Recorrente   | Principal    |              | Principal    | Participação | Jon Seda            | 2016                                             |
| Chicago Justice | Laura Nagel               |              | Participação |              | Principal    |              | Joelle Carter       | 2016                                             |
| Chicago Justice | Anna Valdez               |              | Participação |              | Principal    |              | Monica Barbaro      | 2016                                             |
| Chicago Justice | Mark Jefferies            | Participação | Participação |              | Principal    |              | Carl Weathers       | 2016                                             |
| Chicago Justice |                           |              |              |              |              |              |                     |                                                  |

1. 1 2 3 4  Jon Seda deixou Chicago P.D. durante a quarta temporda para se juntar a Chicago Justice e retornou a série na quinta temporada após o cancelamento.

## Crossovers
A tabela a seguir exibe todas as histórias de crossover envolvendo as séries Chicago.
| Crossover das Séries | Crossover das Séries | Crossover das Séries | Título do episódio | Atores que apareceram fora de suas séries | Data de transmissão                           | Descrição | Tipo                     |
| Série A              | Série B              | Série C              | Título do episódio | Atores que apareceram fora de suas séries | Data de transmissão                           | Descrição | Tipo                     |
| -------------------- | -------------------- | -------------------- | --- | --- | --------------------------------------------- | --- | ------------------------ |
| Chicago Fire         | Chicago P.D.         | —                    | "Let Her Go" (Chicago Fire S01E23) | Apareceu na série A: Jason Beghe, Jon Seda, LaRoyce Hawkins | 15 de maio de 2013                            | Casey é forçado a se juntar ao time da Unidade de Inteligência comandado por Voight. Mills e Dawson enfrentam alguns desafios pessoais. Enquanto isso, o batalhão se une para apoiar a inauguração do bar Molly. | Episódio piloto          |
| Law & Order: SVU     | Chicago P.D.         | —                    | "Comic Perversion" (Law & Order: SVU S15E15) "Conventions" (Chicago PD S01E06)                                                                    | Apareceu na série A: Sophia Bush Apareceu na série B: Ice T, Kelli Giddish, David Eigenberg | 16 de fevereiro de 2014                       | O detetive que Erin Lindsay pede a polícia de Nova York para ajudar a resolver uma série de estupros e assassinatos em Chicago, então Tutuola e Rollins resolvem ir a Chicago para ajudar, Voight e Antonio pegam o culpado. | Crossover de Duas Partes |
| Chicago Fire         | Chicago P.D.         | —                    | "A Dark Day" (Chicago Fire S02E20) "8:30 PM" (Chicago PD S01E12)                                                                                  | Apareceu na série A: Jason Beghe, Jon Seda, Sophia Bush, Jesse Lee Soffer, Marina Squerciati, LaRoyce Hawkins Apareceu na série B: Jesse Spencer, Taylor Kinney, Eamonn Walker, Lauren German, Charlie Barnett, Joe Minoso | 29 de abril de 2014 30 de abril de 2014       | Uma grande explosão ocorre no Chicago Med onde Casey e Dawson são voluntários em uma instituição de caridade, para que o Corpo de Bombeiros 51 e a inteligência trabalhem juntos para encontrar os culpados. | Crossover de Duas Partes |
| Chicago Fire         | Law & Order: SVU     | Chicago P.D.         | "Nobody Touches Anything" (Chicago Fire S03E07) "Chicago Crossover" (Law & Order: SVU S16E07) "They'll Have to Go Through Me" (Chicago PD S02E07) | Apareceu na série A: Jason Beghe, Sophia Bush, Kelli Giddish Apareceu na série B: Jason Beghe, Sophia Bush, Jesse Lee Soffer Apareceu na série C: Danny Pino, Kelli Giddish, Mariska Hargitay | 11 de novembro de 2014 12 de novembro 2014    | Quando o Corpo de Bombeiros 51 resgata o proprietário de uma casa em chamas, o encontrarem segurando uma caixa suspeita, a unidade de inteligência de Chicago é levada para investigar, levando-os a trabalhar com a Unidade de Vítimas Especiais para derrubar uma rede de pornografia de infantil.                                      | Crossover de Três Partes |
| Chicago Fire         | Chicago P.D.         | —                    | "Three Bells" (Chicago Fire S03E13) "A Little Devil Complex" (Chicago P.D. S02E13)                                                                | Apareceu na série A: Marina Squerciati, Brian Geraghty, Jon Seda Apareceu na série B: Monica Raymund, Charlie Barnett, Eamonn Walker | 3 de fevereiro de 2015 4 de fevereiro de 2015 | Quando foram encontradas mais pistas sobre a morte de Shay, o Corpo de Bombeiros 51 trabalha com a polícia para prender o incendiário suspeito de matá-la. | Crossover de Duas Partes |
| Chicago Fire         | Chicago Med          | —                    | "I Am The Apocalypse " (Chicago Fire S03E19) | Apareceu na série A: Nick Gehlfuss, Yaya DaCosta, Oliver Platt, S. Epatha Merkerson, Jon Seda, Jesse Lee Soffer, Patrick Flueger | 7 de abril de 2015                            | A equipe transporta vítimas de um vazamento químico do Chicago Med, onde a situação que já estava ruim ainda piora devido a um louco portador de Granada, que afirma ter uma doença mortal no ar. Após a explosão todo mundo começa a entrar em pânico e começam a fugir com os médicos dizendo para todos que fiquem e derrubam a saída. | Episódio piloto          |
| Chicago Fire         | Chicago P.D.         | Law & Order: SVU     | "We Called Her Jellybean" (Chicago Fire S03E21) "The Number of Rats" (Chicago PD S02E20) "Daydream Believer" (Law & Order: SVU S16E20)            | Apareceu na série A: Mariska Hargitay, Jason Beghe, Jon Seda, Tamara Tunie Apareceu na série B: Mariska Hargitay, Danny Pino, Ice-T, Peter Scanavino, Jesse Spencer, Eamonn Walker Apareceu na série C: Jason Beghe, Sophia Bush, Jesse Lee Soffer, Marina Squerciati, Brian Geraghty, Stella Maeve | 28 de abril de 2015 29 de abril de 2015       | Um incêndio num apartamento ligada a um caso de tentativa de estupro e assassinato em Chicago se assemelha a um caso não solucionado em Nova Y, a Unidade de Vítimas Especiais e a polícia de Chicago começam a trabalham juntos para encontrar o suspeito.                                                                               | Crossover de Três Partes |
| Chicago Fire         | Chicago Med          | Chicago P.D.         | "The Beating Heart" (Chicago Fire S04E10) "Malignant" (Chicago Med S01E05) "Now I'm God" (Chicago P.D. S03E10)                                    | Apareceu na série A: Brian Tee, Nick Gehlfuss, Amy Morton, Patrick Flueger, Marina Squerciati, Colin Donnell, Yaya DaCosta Appearing in Series B: Jesse Spencer, Taylor Kinney, Monica Raymund, Kara Killmer, Dora Madison, David Eigenberg, Joe Minoso, Christian Stolte, Eamonn Walker, Jesse Lee Soffer, Sophia Bush Apareceu na série C: Torrey DeVitto, Oliver Platt | 5 de janeiro de 2016 6 de janeiro de 2016     | Christopher Herrmann é internada por facadas no Chicago Med, enquanto uma mulher em coma, resgatada de um incêndio é descoberta para ser um dos quatro pacientes dados para uma desnecessária quimioterapia por um médico que pode ter matado a esposa do Voight.                                                                         | Crossover de Três Partes |
| Law & Order: SVU     | Chicago P.D.         | —                    | "Nationwide Manhunt" (Law & Order: SVU S17E14) "The Song of Gregory William Yates" (Chicago PD S03E14)                                            | Apareceu na série A: Jason Beghe, Sophia Bush, Jon Seda Apareceu na série B: Mariska Hargitay, Ice-T, Eamonn Walker, Brian Tee | 10 de fevereiro de 2016                       | Os detetives de Chicago Lindsay e Dawson vão a Nova York para ajudar na caçada por dois assassinos que escaparam, um dos quais é o Greg Yates, que retorna a Chicago e comete um homicídio triplo, então, os detetives da SVU Benson e Tutuola chegam a Chicago para participar do inquérito.                                             | Crossover de Duas Partes |
| Chicago P.D.         | Chicago Justice      | —                    | "Justice" (Chicago PD S03E21) | Apareceu na série A: Philip Winchester, Joelle Carter, Carl Weathers, Taylor Kinney, Joe Minoso, Steven R. McQueen, Kara Killmer, Colin Donnell, Brian Tee, Marlyne Barrett | 11 de maio de 2016                            | O advogado Peter Stone atribuiu para ajudar a defender Burgess e conduzir sua própria investigação de uma filmagem de um adolescente afro-americano desarmado, que é acusado de atirar em seu parceiro. | Episódio piloto          |
| Chicago Fire         | Chicago P.D.         | —                    | "Some Make It, Some Don't" (Chicago Fire S05E09) "Don't Bury This Case" (Chicago P.D. S04E09)                                                     | Apareceu na série A: Jason Beghe, Sophia Bush, Amy Morton, Marlyne Barrett Apareceu na série B: Taylor Kinney, Jesse Spencer, Christian Stolte | 3 de janeiro de 2017                          | Severide é trazido ao Distrito para interrogatório quando seu carro é encontrado após ter causado um acidente fatal. O time rastreia um grupo de ladrões de carro que pode provar a inocência de Severide. | Crossover de Duas Partes |
| Chicago Fire         | Chicago P.D.         | Chicago Justice      | "Deathtrap" (Chicago Fire S05E15) "Emotional Proximity" (Chicago P.D. S04E16) "Fake" (Chicago Justice S01E01)                                     | Apareceu na série A: S. Epatha Merkerson, Oliver Platt, Marlyne Barrett, Yaya DaCosta, Brian Tee, Nick Gehlfuss, Torrey DeVitto, Jason Beghe, Sophia Bush, Marina Squerciati, Elias Koteas, Carl Weathers Apareceu na série B: Philip Winchester, Jon Seda, Taylor Kinney, Eamonn Walker, Nick Gehlfuss, Torrey DeVitto, Kara Killmer, Brian Tee Apareceu na série C: Elias Koteas, Jason Beghe, Taylor Kinney | 1 de março de 2017                            | O corpo de bombeiros 51 responde a um incêndio que matou 39 pessoas, isso leva os policiais de Chicago PD à caça do responsável. Agora, com o suspeito em custódia, cabe a Peter Stone e seu time fazerem justiça. | Crossover de Três Partes |
| Chicago P.D.         | Chicago Fire         | —                    | "Profiles" (Chicago P.D. S5E16) "Hiding Not Seeking" (Chicago Fire S6E13)                                                                         | Apareceu na série A: Jesse Spencer, Taylor Kinney, Monica Raymund, Kara Killmer, David Eigenberg, Joe Minoso, Christian Stolte, Eamonn Walker Apareceu na série B: Jason Beghe, Jon Seda, Amy Morton, Patrick John Flueger, Jesse Lee Soffer, Tracy Spiridakos, Marina Squerciati, LaRoyce Hawkins | 7 de março de 2018 8 de março de 2018         | A inteligencia e o batalhão 51 trabalha juntos para parar um série de explosão de bombas que estão mirando na mídia. | Crossover de Duas Partes |
| Chicago Fire         | Chicago Med          | Chicago P.D.         | "Going to War" (Chicago Fire S07E02) "When to Let Go" (Chicago Med S04E02) "Endings" (Chicago P.D. S06E02)                                        | Apareceu na série A: Nick Gehlfuss, Torrey DeVitto, Brian Tee, Jesse Lee Soffer, S. Epatha Merkerson Apareceu na série B: Jesse Spencer, Taylor Kinney, Kara Killmer, David Eigenberg, Yuri Sardarov, Joe Minoso, Christian Stolte, Miranda Rae Mayo, Jesse Lee Soffer Apareceu na série C: Taylor Kinney, Nick Gehlfuss, Brian Tee, Eamonn Walker, S. Epatha Merkerson, Annie Ilonzeh | 3 de outubro de 2018                          | Um incêndio consome um complexo de apartamentos de 25 andares, enviando os residentes para Chicago Med para tratamento. Quando a Inteligência descobre a causa do incêndio, o caso é pessoal para Jay Halstead. | Crossover de Três Partes |
| Chicago Fire         | Chicago P.D.         | —                    | "What I Saw" (Chicago Fire S07E15) "Good Men" (Chicago P.D. S06E15)                                                                               | Apareceu na série A: Jesse Lee Soffer, Tracy Spiridakos, Jason Beghe Apareceu na série B: Jesse Spencer, Taylor Kinney, Kara Killmer, David Eigenberg, Joe Minoso, Annie Ilonzeh, Eamonn Walker | 20 de fevereiro de 2019                       | Uma série de roubos vem à tona depois que uma chave do cofre do quartel desaparece. | Crossover de Duas Partes |
| Chicago Fire         | Chicago Med          | Chicago P.D.         | "Infection: Part I" (Chicago Fire S08E04) "Infection: Part II" (Chicago Med S05E04) "Infection: Part III" (Chicago P.D. S07E04)                   | Apareceu na série A: Jason Beghe, Jesse Lee Soffer, Tracy Spiridakos, Patrick John Flueger, Marina Squerciati, LaRoyce Hawkins, Lisseth Chavez, Nick Gehlfuss, Yaya DaCosta, Torrey DeVitto, Dominic Rains, Marlyne Barrett, S. Epatha Merkerson Apareceu na série B: Jesse Spencer, Taylor Kinney, Kara Killmer, David Eigenberg, Annie Ilonzeh, Eamonn Walker, Jesse Lee Soffer, Tracy Spiridakos, Patrick John Flueger, Marina Squerciati, LaRoyce Hawkins, Lisseth Chavez, Amy Morton, Jason Beghe Apareceu na série C: Jesse Spencer, Taylor Kinney, Kara Killmer, David Eigenberg, Joe Minoso, Christian Stolte, Miranda Rae Mayo, Annie Ilonzeh, Eamonn Walker, Nick Gehlfuss, Yaya DaCosta, Torrey DeVitto, Dominic Rains, S. Epatha Merkerson | 16 de outubro de 2019                         | Uma bactéria rara, mas mortal, afeta várias vítimas da cidade, deixando os melhores socorristas de Chicago trabalharem juntos ao lado do CDC para resolver a situação perigosa. | Crossover de Três Partes |
| Chicago Fire         | Chicago P.D.         | —                    | "Off the Grid" (Chicago Fire S08E015) "Burden of Truth" (Chicago P.D. S07E015)                                                                    | Apareceu na séries A: Jason Baghe, Patrick John Flueger, Marina Squerciati, LaRoyce Hawkins, Brian Geraghty Apareceu na série B: Taylor Kinney, Kara Killmer, Christian Stolte, Annie Ilonzeh, Eamonn Walker | 26 de fevereiro de 2020                       | Quando Fire e P.D. se unem para resolver o caso de uma overdose ruim, o ex-policial de Chicago Sean Roman (Brian Geraghty) retorna a Chicago com sua irmã para ajudar. | Crossover de Duas Partes |